# Lúcio Nônio Asprenas (cônsul em 36 a.C.)
Lúcio Nônio Asprenas (em latim: Lucius Nonius Asprenas) foi um político da gente Nônia da República Romana nomeado cônsul sufecto em 36 a.C. com Quinto Márcio Crispo.

## Carreira
Asprenas foi um homem novo do período final da República, nativo da região de Piceno. Foi eleito pretor em 47 a.C. e, apesar de não ter conexões ou laços políticos com Júlio César, recebeu dele um comando propretorial na África durante a guerra civil, com a missão de comandar a guarnição da cidade de Tapso, composta de duas legiões, em 46 a.C..
No ano seguinte, Asprenas seguiu César até a Hispânia, onde recebeu uma posição de comando na cavalaria, provavelmente como legado. Possivelmente foi o tribuno da plebe que tentou, anunciando presságios desfavoráveis, impedir a aprovação de um projeto de lei que concedia a Públio Cornélio Dolabela a província da Síria.
Nos primeiros anos do Segundo Triunvirato, Asprenas não ocupou nenhum posto militar até receber um comando durante a Revolta Siciliana, a guerra de Otaviano contra Sexto Pompeu. Ele foi recompensado por seus serviços com a nomeação como cônsul sufecto em 36 a.C. juntamente com Quinto Márcio Crispo. Em 31 a.C., Asprenas foi eleito um dos septênviros epulões ("septemviri epulones").

## Família
Teve pelo menos um filho, Lúcio Nônio Asprenas, pai de Lúcio Nônio Asprenas, que foi nomeado cônsul sufecto em 6. Ele também teve uma filha, Nônia Pola, esposa de Lúcio Volúsio Saturnino, cônsul sufecto em 12 a.C..